# Sid Ahmed Ghozali
Sid Ahmed Ghozali (en arabe : سيد أحمد غزالي), né le 31 mars 1937 à Palikao  (Algérie) (aujourd’hui Tighennif dans la wilaya de Mascara) et mort le 4 février 2025 en Algérie, est un homme d'État algérien.
Il est chef du gouvernement algérien de 1991 à 1992.

## Biographie
Ingénieur  de l'École nationale des ponts et chaussées de Paris (ENPC), Sid Ahmed Ghozali a vécu quatre ans à Antony en banlieue parisienne où il se lia d'amitié avec Lionel Jospin.
À l'indépendance, il est nommé membre du conseil d'administration de l'organisme technique franco-algérien de mise en valeur des richesses du sous-sol saharien du 8 septembre 1962 au 17 janvier 1963. Il est aussi conseiller pour les questions énergétiques au ministère de l'Économie de 1962 à 1964. Il est nommé au gouvernement comme sous-secrétaire d'État aux Travaux publics le 2 décembre 1964.
À la suite du renversement d’Ahmed Ben Bella, il devient directeur des mines et des carburants au ministère de l'Énergie et des Mines en 1965. Il est nommé ensuite à la tête de Sonatrach de 1966 à 1977, avant de devenir ministre de l'Énergie et des Industries pétrochimiques de 1977 à 1979. Il occupe après le poste de ministre de l’Hydraulique de 1979 à 1980.
Il est nommé ambassadeur à Bruxelles auprès du Benelux et de la Communauté économique européenne de 1984 à 1988.
Il est de nouveau nommé ministre, cette fois chargé des Finances de 1988 à 1989, puis des Affaires étrangères de 1989 à 1991. Le 5 juin 1991, il succède à Mouloud Hamrouche au poste de chef du gouvernement. Le 16 octobre, après un remaniement, il prend aussi la charge de ministre de l'Économie jusqu'à son remplacement à la tête du gouvernement le 19 juillet 1992.
Durant son mandat de chef du gouvernement, il a eu à organiser les premières élections législatives pluralistes, faire face à la démission du président de la République et comme membre du Haut conseil de sécurité à participer à l'interruption du processus électoral de 1991.
Il est ambassadeur à Paris de 1992 à 1994.
Il présente sa candidature à l'élection présidentielle algérienne de 1999 puis de 2004, mais sans succès.
Sid Ahmed Ghozali meurt à 87 ans le 4 février 2025 à Alger et est inhumé au cimetière de Ben Aknoun.

## Carrière
- 1962-1963 : membre du conseil d'administration de l'organisme technique franco-algérien de mise en valeur des richesses du sous-sol saharien
- 1962-1964 : conseiller pour les questions énergétiques au ministère de l'Économie
- 1966-1977 : PDG de Sonatrach
- 1977-1979 : ministre de l’Énergie et des Industries pétrochimiques
- 1979-1980 : ministre de l'Hydraulique
- 1984-1988 : ambassadeur à Bruxelles
- 1988-1989 : ministre des Finances
- 1989-1991 : ministre des Affaires étrangères
- 1991-1992 : chef du gouvernement, ministre de l'Économie
- 1992-1994 : ambassadeur à Paris